# Leonid Gulov
Leonid Gulov (* 29. September 1981 in Narva) ist ein estnischer Ruderer. 

## Sportliche Erfolge
Gulov gewann 1998 und 1999 bei den Junioren-Weltmeisterschaften die Goldmedaille im Einer-Wettbewerb. 2000 startete er zusammen mit Andrei Silin bei den Olympischen Sommerspielen in Sydney. Sie belegten den neunten Platz im Doppelzweier. 2001 gewann er zusammen mit Tõnu Endrekson die Goldmedaille im Doppelzweier bei der U23-Weltregatta, die seit 2005 den Status von U23-Weltmeisterschaften hat. Im selben Jahr konnte er mit dem estnischen Doppelvierer Platz sieben bei der Weltmeisterschaft in Luzern belegen. Bei den Olympischen Sommerspielen 2004 in Athen ruderte er erneut zusammen mit Endrekson im Doppelzweier und verpasste mit Platz vier knapp eine olympische Medaille. 2005 startete er zusammen mit Endrekson, Jüri Jaanson und Andrei Jämsä im estnischen Doppelvierer. Sie gewannen unter anderem die Weltcup-Rennen in Eton und in Luzern. Bei den Weltmeisterschaften in Gifu erkämpfen sie die Bronzemedaille. Seit 2006 startet Gulov im Einer. Bei den Ruder-Weltmeisterschaften 2007 belegte er den 24. Rang.

## Auszeichnungen
- 2004 wurde Gulov zusammen mit seinem Kollegen Tõnu Endrekson zur Mannschaft des Jahres in Estland gewählt.
- 2005 gewann er mit dem estnischen Doppelvierer die Wahl zur  Mannschaft des Jahres in Estland